# Kolonialdistrikt Egedesminde

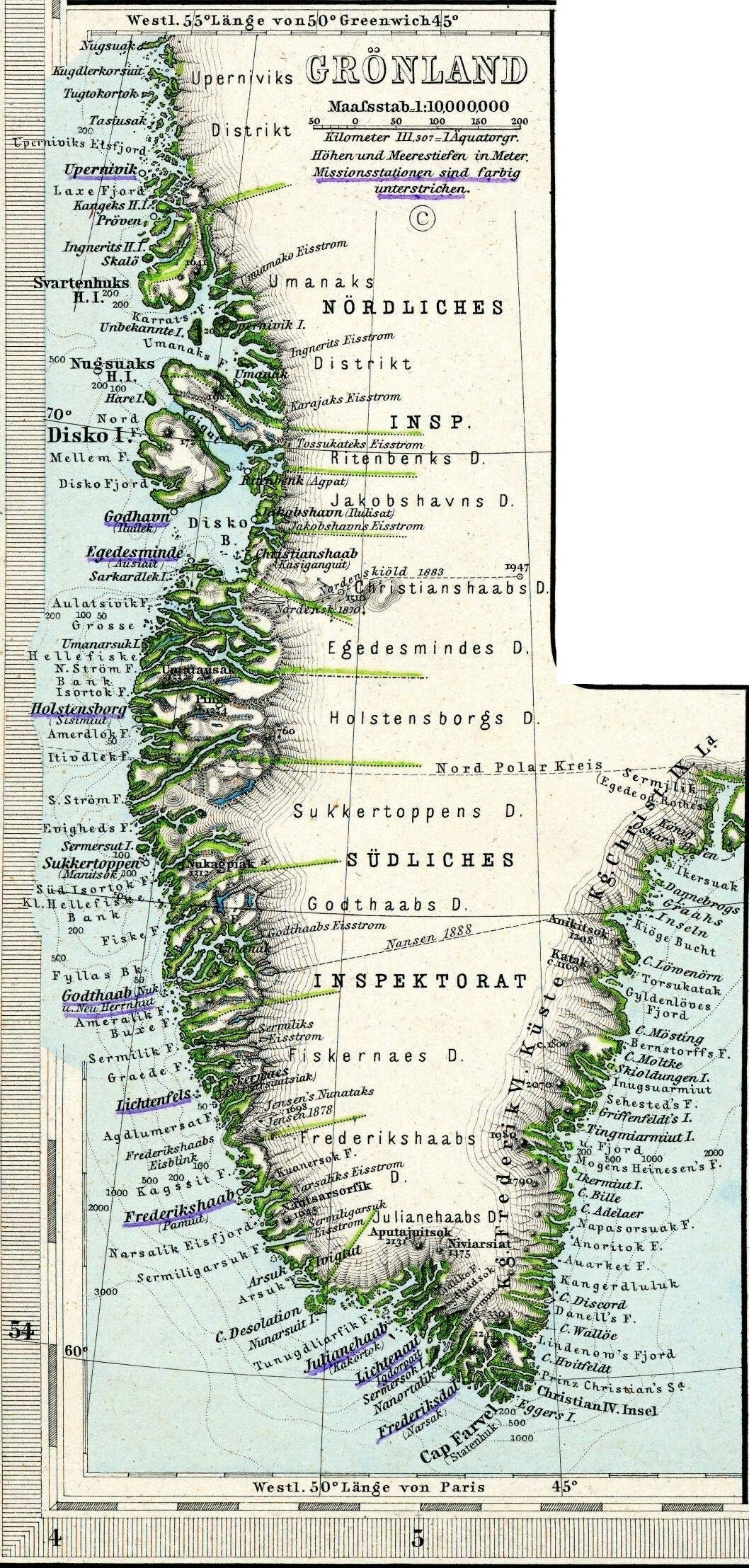
Ausschnitt aus einem Atlasblatt im Stielers Handatlas

Der Kolonialdistrikt Egedesminde war ein Kolonialdistrikt in Grönland. Er bestand von 1759 bis 1950.

## Lage
Der Kolonialdistrikt Egedesminde befand sich an der Südküste der Diskobucht und war vor allem von langen Fjordsystemen und zahlreichen Inseln geprägt. Im Osten grenzte er an den Kolonialdistrikt Christianshaab und im Süden durch den Nassuttooq getrennt an den Kolonialdistrikt Holsteinsborg. Der Kolonialdistrikt war der südlichste Nordgrönlands.

## Geschichte

### Bis zur Kolonialisierung
Das heutige Distriktgebiet wurde zuerst von Inuit besiedelt. Davon zeugen Hausruinen, heidnische Gräber und Steinwerkzeuge. Besonders in Aalatsivik finden sich viele Überreste früher Besiedelung. Weitere Überreste finden sich in Eqalussuit, Kangeq, Maniitsoq, Rifkol, Tununngasoq, Ikerasaarsuk, Simiutalik, Simiutarsuaq, Inussulik, Kangaarsutsiaq, Tupertalik, Illutalik, Killiit, Maniitsoq, Aasiaat und Nuuk.
Neben der Besiedelung von Inuit wurde das heutige Distriktgebiet zu Zeiten von Erik dem Roten von den Grænlendingar besucht und war ein Teil des Gebiets Norðrsetur. Es wird angenommen, dass der Sommerplatz Karlsbúðir an den Fjorden Ataneq der Arfersiorfik lag. Die Nordmänner betrieben Seehund- und Walfang und sammelten Treibholz, das hier besonders reichlich vorkam.
Am 26. Juni 1605 erreichte der britische Entdecker James Hall den Ataneq. Tags darauf erreichte er die Insel Saqqarliit, wo er wohl auf Höhe von Kangaarsutsiaq umkehrte und zurück nach Süden fuhr. Der Distrikt Aasiaat stellt also den nördlichsten Punkt seiner Entdeckungsreise dar.
Der Holländer Lourens Feykes Haan beschrieb Anfang des 18. Jahrhunderts die Gegend. Zu dieser Zeit trieben die Holländer intensiv Walfang in der Diskobucht.

### 18. Jahrhundert
1759 gründete Niels Egede die Kolonie Egedesminde. Ursprünglich wollte er sie an einem Ort errichten, den er Mannuk nannte; aber niemand kannte diese Stelle. Wahrscheinlich meinte er Mannik („Ei“) oder Maneq („Torf“) und referierte damit auf Manermiut im heutigen Distriktgebiet. Stattdessen wurde die Kolonie etwa hundert Kilometer südlich im äußersten Süden des heutigen Distrikts Kangaatsiaq angelegt. Anfangs schien die Kolonie zu florieren, aber sehr bald verschlechterten sich die Fangbedingungen und 1763 wurde die später Gamle Egedesminde genannte Kolonie versetzt.
Als neuer Ort wurde der knapp 120 km nördlich gelegene alte Wohnplatz Aasiaat gewählt. Die Kolonie war nun wirtschaftlich etwas erfolgreicher als zuvor, aber durch die Gründung von Godhavn (Qeqertarsuaq) auf der Diskoinsel kam es zu Konkurrenz. Zudem hemmte Schleichhandel den wirtschaftlichen Erfolg. Ab 1776 ging es jedoch bergauf und Marcus Nissen Myhlenphort erwähnte, dass die große Zahl an Wohnplätzen dazu beitrug. Zu dieser Zeit waren Akunnaaq, Anaarsuit, Equut, Maniitsoq, Killiit, Tupertalik, Illutalik und Nivaaq, Qeqertarsuatsiaq, Aalatsivik, Simiutarsuaq, Simiutalik, Ikerasaarsuk und eine Siedlung im Ataneq bewohnt.
Anfangs waren Handel und Mission nicht strikt getrennt. Sowohl Niels Egede als auch Johannes Pedersen Dorf betätigten sich als Missionare bzw. Katecheten. Offiziell war die Kolonie ein Teil des Missionariats von Holsteinsborg (Sisimiut). Erst 1769 wurde ein eigener Missionar in Egedesminde eingesetzt.
Bis in die 1770er Jahre hinein waren die holländischen Walfänger in der Diskobucht aktiv und erst Mitte des Jahrzehnts wurde von dänischer Seite dagegen vorgegangen. 1777 kaperte ein Mann namens Pihl drei holländische Schiffe, die er in den Hafen von Aasiaat brachte, und die Holländer gaben auf. Wenig später kamen Engländer, die in der Diskobucht Walfang betrieben und mit den Grönländern Handel trieben, sehr zum wirtschaftlichen Nachteil der Dänen.
1785/86 kam es zu einer großen Epidemie, die aus Südgrönland eingeschleppt worden war. Sie trägt den Namen Nungunersuaq, übersetzt „das große Verschwinden“. Die Leute flüchteten von den Wohnplätzen, von denen zahlreiche gänzlich ausstarben, und die Wirtschaft kam vollständig zum Erliegen. Ganze Umiaqbesatzungen starben auf den Jagdreisen, woran Bootsüberreste und Skelette an den Küsten erinnern. Auf der Insel Tulugartalik überlebten nur zwei Personen, die sich von Beeren, Wurzeln und Tang ernährten, bevor man sie fand. Weil es bis dahin keine Katecheten gab, die an den Wohnplätzen missionierten, wurden die zu Taufenden immer in der Kolonie gesammelt, was dazu führte, dass vor allem die Getauften starben.
Direkt nach der Epidemie lagen auch die Jagdgründe brach und der Kolonialdistrikt befand sich in einer ernsthaften Krise. 1789 hatte der gesamte Kolonialdistrikt nur 298 Einwohner (davon 72 Getaufte) und viele davon lebten auf Kitsissuarsuit, das so abgelegen war, dass die Epidemie es verschont hatte. Um der Wirtschaft auf die Beine zu helfen, begann man 1786 mit einem Walfangversuch in Kitsissuarsuit und 1788 in Maniitsoq. 1791 wurde Maniitsoq wieder aufgegeben, nachdem man in drei Jahren nur einen einzigen Wal fangen konnte. Stattdessen gründete man einen Walfangversuch Rifkol, der ein Jahr später auf die Insel Nunarsuaq versetzt wurde. 1793 waren neben Kitsissuarsuit nur die Kolonie selbst, Tupertalik, Tupertalik, Aalatsivik, Ikerasak, Nunarsuaq und Akunnaaq bewohnt. 1794 wurde ein Walfang- und Handelsversuch in Killiit begonnen, der ab 1797 auch Rifkol ersetzte. 1795 hatte der Kolonialdistrikt wieder 465 Einwohner, von denen alleine knapp 200 in Kitsissuarsuit und Killiit wohnten. 1796 wurde das abgelegene Kitsissuarsuit aus dem Kolonialdistrikt ausgegliedert und konnte nicht mehr zum wirtschaftlichen Erfolg beitragen. 1799 waren die Kolonie, Killiit, Nivaaq, Qeqertarsuatsiaq, Inussulik, Qipingasoq, Aalatsivik und Ikerasak bewohnt.
Kolonialverwalter Marcus Nissen Myhlenphort trug stark zur Rettung der Kolonie bei. Er hatte den Garnfang eingeführt und Ende der 1790er Jahre ging es der Kolonie besser als je zuvor.
Im Juni 1800 brach eine vermutlich von Engländern eingeschleppte Pockenepidemie in der Sydostbugten zwischen Aasiaat und Qasigiannguit aus, die sich schnell ausweitete. Rund ein Drittel der Bevölkerung kam ums Leben: 150 Todesopfer forderte die Epidemie. In Nivaaq überlebte nur ein einziger Junge und die Kolonie hatte nur noch 21 Bewohner. Der Garnfang musste eingestellt werden. Kolonialverwalter Myhlenphort verließ den Distrikt 1801, um die Kolonie Holsteinsborg wieder aufzubauen, die noch stärker von der Epidemie getroffen worden war. 1802 wurde Nivaaq wieder errichtet und im selben Jahr Akunnaaq gegründet. 1803 wurde der Garnfang in Qipingasoq wieder aufgenommen. 1804 folgte Maniitsoq, aber es gab zu wenig Bewohner, um alle Udsteder am Laufen zu halten. Um 1805 konnte die Kolonie nur am Leben gehalten werden, weil in Killiit erfolgreich Walfang betrieben wurde. 1805 hatte der Kolonialdistrikt 218 Einwohner, die fast alle im heutigen Distrikt Aasiaat wohnten. Bewohnt waren dort lediglich die Kolonie, Maniitsoq, Nivaaq, Killiit sowie Aalatsivik im heutigen Distrikt Kangaatsiaq. 1807 kam durch eine Grenzverschiebung der Wohnplatz Nuuk an Egedesminde.
Nachdem ab den 1790er Jahren Katecheten angestellt wurden, stieg die Zahl der Getauften stark an. 1805 waren 249 getauft, 1808 gab es nur noch 34 Heiden, 1821 noch sechs und 1831 nur noch einen.

### 19. Jahrhundert
Von 1807 bis 1814 herrschte der Kanonenbootkrieg zwischen Dänemark und England, was die Versorgung Grönlands stark behinderte und die wirtschaftliche und kirchliche Kontrolle über die Kolonie quasi komplett verloren gehen ließ. Der Walfang wurde eingestellt und die Garnfangstationen wurden wieder aufgegeben. 1812 und 1815 waren zudem die Jagdgründe äußerst schlecht.
Der Kolonialdistrikt erholte sich aber schnell. 1818 wurde der Walfang in Killiit wieder aufgenommen und die Anlage Attu gegründet. 1823 wurde Killiit aufgegeben. 1825 wurde Iginniarfik gegründet. Im selben Jahr kam es zu einer weiteren Epidemie, die von englischen Walfängern eingeschleppt wurde. 1827 wurden Kitsissuarsuit und Kitsissut an die Kolonie Egedesminde abgetreten. 1830 ging Kitsissut jedoch wieder an Godhavn verloren. 1831 waren folgende Orte bewohnt: Aasiaat, Kitsissuarsuit, Tasiusaq, Itillermiut, Nivaaq, Qeqertarsuatsiaq, Qipingasoq, Kangaatsiaq, Iginniarfik, Aalatsivik, Attu und Nasersorfik, was zusammen 489 Einwohner ergab. Anschließend stieg der wirtschaftliche Erfolg wieder stark an und mehrere Orte erhielten den Udstedsstatus. 1852 wurde eine vierte Epidemie eingeschleppt.
Nachdem Egedesminde 1769 einen eigenen Missionar erhalten hatte, war die Kolonie 1792 wieder an den Missionar von Holsteinsborg zurückgegeben worden, fiel aber schon ein Jahr später an den Missionar von Jakobshavn (Ilulissat). 1799 erhielt die Kolonie wieder einen eigenen Missionar. Wegen des Krieges war nur von 1813 bis 1818 kein Missionar angestellt. Die meiste Zeit war der Missionar von Egedesminde auch für Godhavn zuständig, von 1831 bis 1845 auch für Jakobshavn und Christianshaab. Der westliche Teil von letzterem blieb bis 1870 bei Egedesminde. Von 1872 bis 1875 war das Missionariat aufgespalten. Der südliche Teil inklusive Kolonie gehörte zu Holsteinsborg, der nördliche mit Godhavn zu Jakobshavn. Anschließend fiel der gesamte Kolonialdistrikt an Jakobshavn, wurde 1879 wieder ein selbstständiges Missionariat, bevor er von 1887 bis 1893 erneut zu Jakobshavn gehörte.

### 20. Jahrhundert
1911 wurde der Kolonialdistrikt in sieben (später acht) Gemeinden geteilt: Egedesminde, Akúnâĸ, Hunde Ejland, Manermiut, Kangâtsiaĸ, Igíniarfik und Agto. Diesen Gemeinden waren im Jahr 1918 insgesamt sechzehn Wohnplätze untergeordnet. 1939 wurde die Gemeinde Niaĸornârssuk aus Igíniarfik ausgegliedert.
1916 wurde ein neuer Arztdistrikt mit Sitz in Aasiaat eingerichtet, der neben dem Kolonialdistrikt Egedesminde auch den Kolonialdistrikt Godhavn und Ikamiut umfasste.
1918 bestand die Kirchengemeinde aus den vier Oberkatechetendistrikten Aasiaat, Akunnaaq, Kangaatsiaq und Attu.
1921 beschrieben Hother Ostermann und Morten P. Porsild den Kolonialdistrikt. Über die Bevölkerung sagten sie, dass ein kleiner Teil der Bewohner dänisch-grönländische Nachkommen der Überlebenden der vier Epidemien sind, ein großer Teil aber ursprünglich aus dem Süden Grönlands zugewandert war, weswegen eine große Zahl an Bewohnern keine europäischen Vorfahren hatten. Davon zeugt auch, dass sich im Distrikt Kangaatsiaq mit Ugpernángitsoĸ, Inûsugtoĸ, Mikisuluk oder den grönländisierten Alauphesen (= Rafaelsen) und Barbarusiusen (= Fabriciussen) die einzigen Fälle grönländischer Nachnamen in Westgrönland finden lassen. Die Lebensweise der Bevölkerung war damals noch archaischer als in den anderen Gebieten Westgrönlands.
Bei der Verwaltungsreform 1950 wurde der Kolonialdistrikt aufgeteilt. Der kleine Nordteil wurde zur Gemeinde Aasiaat, während der weitaus größere südliche Teil die Gemeinde Kangaatsiaq bildete.

## Orte
Folgende Orte befanden sich im Kolonialdistrikt Egedesminde:
- Aalatsivik
- Aasiaat
- Akulliit
- Akunnaaq
- Aqisserniaq
- Aqqitsoq
- Attu
- Igannaq
- Iginniarfik
- Ikerasaarsuk
- Ikerasak
- Imermiut
- Innalik
- Itillermiut
- Kangaarsutsiaq
- Kangaatsiaq
- Killiit
- Kitsissuarsuit
- Kitsissunnguit
- Manermiut
- Maniitsoq
- Maniitsoq
- Narsaarsuk
- Nasersorfiit
- Nattoralik
- Niaqornaarsuk
- Nivaaq
- Nunarsuaq
- Nuuk
- Qeqertarsuatsiaq
- Qipingasoq
- Saattut
- Tasiusaarsuk
- Teqqiinngaq
- Tununngasoq